# Peter-Jürgen Schneider

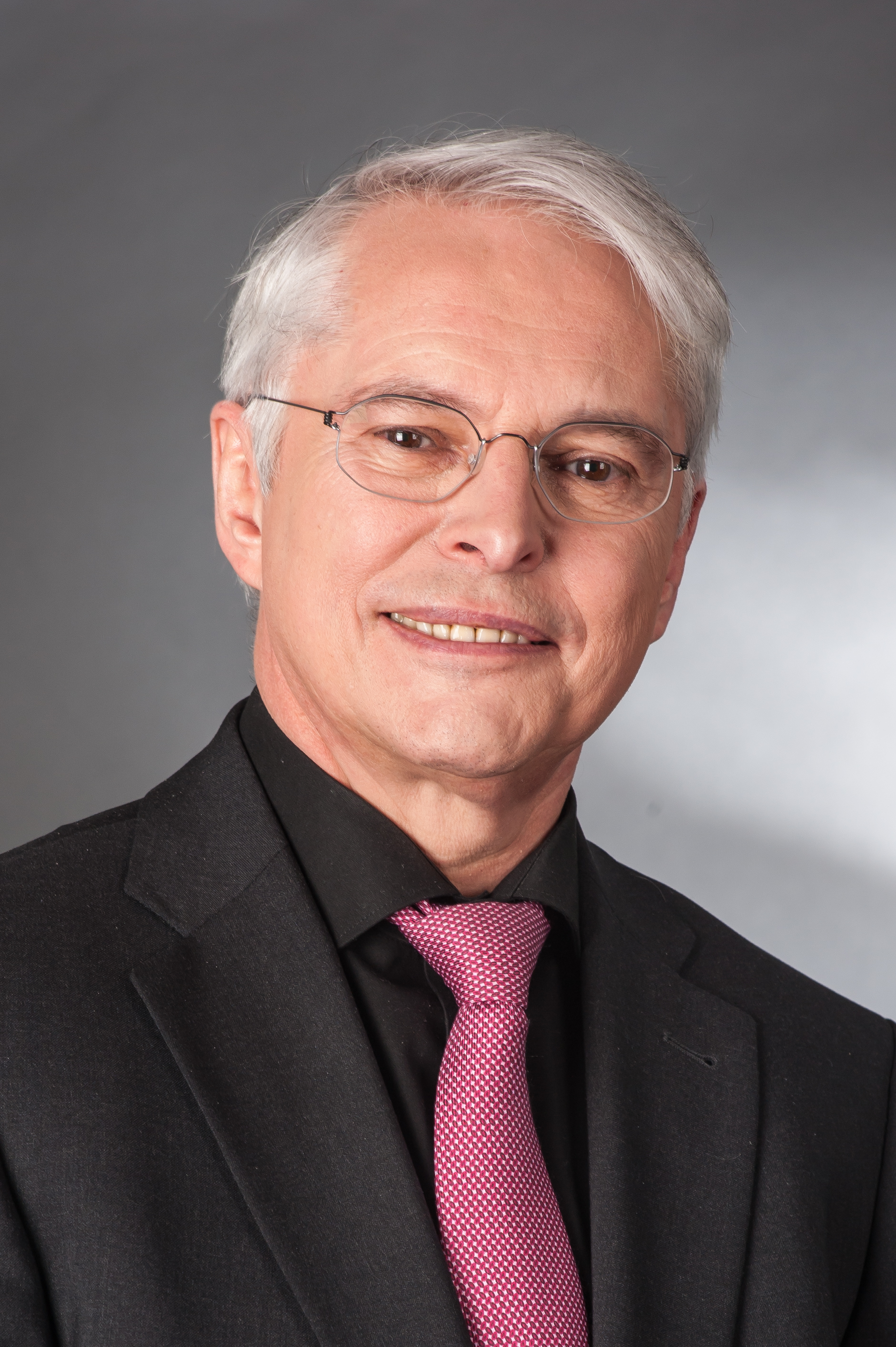
Peter-Jürgen Schneider, 2013

Peter-Jürgen Schneider (* 16. September 1947 in Salzgitter-Hallendorf) ist ein deutscher Politiker (SPD) und war vom 19. Februar 2013 bis zum 21. November 2017 niedersächsischer Finanzminister im Kabinett des Ministerpräsidenten Stephan Weil.

## Leben

### Ausbildung und berufliche Stationen
Nach einer Berufsausbildung als Elektromechaniker erwarb Peter-Jürgen Schneider berufsbegleitend einen Abschluss als Staatlich geprüfter Techniker Fachrichtung Elektrotechnik. In den Jahren 1970 bis 1973 arbeitete er als Assistent des Hauptabteilungsleiters Berufliche Bildung bei der Stahlwerke Peine-Salzgitter AG, dem Kern der heutigen Salzgitter AG. 
Im Jahr 1973 leitete er das DGB-Berufsfortbildungswerk Südostniedersachsen und war im Anschluss, von 1974 bis 1978, Geschäftsführer Politische Bildung im SPD-Bezirk Braunschweig. 
1979 kehrte Schneider zu den Stahlwerken Peine-Salzgitter zurück, wo er bis 1986 als Abteilungsleiter Berufliche Bildung tätig war. In den Jahren 1986 bis 1996 war Schneider freiberuflich Gesellschafter eines Instituts für Berufsbildungsplanung.

### Politische Karriere und öffentliche Ämter
Im Jahr 1963 trat Schneider in die IG Metall ein, drei Jahre später wurde er SPD-Mitglied. Im Jahr 1972 wurde er in den Rat der Stadt Salzgitter gewählt, dem er bis 1996 angehörte. Von Juni 1986 bis Februar 1997 gehörte er dem Niedersächsischen Landtag an (11., 12. und 13. Wahlperiode), von Juni 1990 bis zu seinem Ausscheiden aus dem Landtag war er stellvertretender Vorsitzender der Landtagsfraktion der SPD.
In den Jahren 1997 und 1998 war Schneider Präsident der Bezirksregierung Braunschweig. Im Januar 1999 wechselte er als Staatssekretär in die Niedersächsische Staatskanzlei, deren Leiter er bis 2003 war.

### Salzgitter AG
Im Jahr 2003 trat Schneider als Arbeitsdirektor in den Vorstand der Salzgitter AG ein und war dort bis 2013 verantwortlich für das Ressort Personal und den Unternehmensbereich Dienstleistungen.
Schneider gehörte dem Aufsichtsrat verschiedener Gesellschaften aus dem Salzgitter-Konzern an. In den Aufsichtsräten der SZST Salzgitter Service und Technik GmbH, Verkehrsbetriebe Peine-Salzgitter GmbH und Hansaport Hafenbetriebsgesellschaft mbH hatte er den Vorsitz inne.

### Sonstiges Engagement
Peter-Jürgen Schneider gehörte den Vorständen der Wirtschaftsvereinigung Stahl und des Arbeitgeberverbandes Stahl an. Er war Sprecher des Managerkreises Niedersachsen/Bremen der Friedrich-Ebert-Stiftung, Mitglied des Aufsichtsrats der Projekt Region Braunschweig GmbH und Mitglied des Vorstandes der Hustedter Heimvolkshochschule.

### Niedersächsischer Finanzminister 2013 bis 2017
Schneider wurde im Oktober 2012 vom Spitzenkandidaten der SPD zur Landtagswahl 2013 Stephan Weil als Kandidat für das Amt des Finanzministers in dessen Schattenkabinett berufen. Nach dem Wahlsieg von SPD und Grünen am 20. Januar 2013 und nach der Wahl von Stephan Weil zum Ministerpräsidenten in der konstituierenden Sitzung des Landtages am 19. Februar 2013 wurde Peter-Jürgen Schneider zum Finanzminister des Landes Niedersachsen vereidigt.
In dieser Funktion war er Aufsichtsratsvorsitzender der NORD/LB, Aufsichtsratsmitglied der Bremer Landesbank Kreditanstalt Oldenburg, der Deutsche Messe AG sowie der Salzgitter AG und Verwaltungsratsmitglied der KfW. Zudem war Schneider Vorsitzender des Vorstandes der Tarifgemeinschaft deutscher Länder (TdL) und in dieser Funktion Senatsmitglied der Max-Planck-Gesellschaft.
Nach den Landtagswahlen in Niedersachsen 2017 ging das Ressort des Finanzministers an Reinhold Hilbers (CDU) über, der Schneider am 22. November 2017 ablöste.